# П'ятидні (зупинний пункт)
П'ятидні́ (також 17 км) — пасажирський залізничний зупинний пункт Рівненської дирекції Львівської залізниці.
Розташований у селі П'ятидні, Устилузька міська громада, Волинської області на лінії Володимир — Лудин між станціями Володимир (16 км) та Устилуг (5 км).
Станом на лютий 2019 року щодня дві пари дизель-потягів прямують за напрямком Ковель-Пасажирський — Ізов.